# بدوورث
latitudeبدوورثlongitudeبدوورث
بدوورث (به انگلیسی: Bedworth) یک منطقهٔ مسکونی در انگلستان است که در میدلند غربی واقع شده‌است.

## خصوصیات
بدوورث ۳۲٬۲۶۸ نفر جمعیت دارد.